# Schimon Schamir

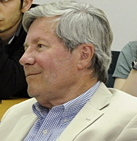
Schimon Schamir, 2012

Schimon Schamir (hebräisch שמעון שמיר; * 1933 in Satu Mare, Rumänien) ist ein Historiker und ehemaliger israelischer Diplomat.
Im Jahr 1940 emigrierte Schamir mit seiner Familie in das britische Mandatsgebiet Palästina. Er studierte an der Hebräischen Universität und später an der Princeton University. Von 1966 bis 1972 war er Direktor des Shiloah Institute.
1988 wurde er israelischer Botschafter in Ägypten. Bereits zwei Jahre später trat er jedoch, wegen Meinungsverschiedenheiten mit der neuen Regierung von Jitzchak Schamir, von diesem Posten zurück. Er widmete sich nun wieder seiner Lehrtätigkeit an der Universität Tel Aviv. 1995 wurde Schamir der erste israelische Botschafter in Jordanien und bekleidete dieses Amt bis 1997. Danach kehrte er wieder an die Universität Tel Aviv zurück.